# المنظمة الأوربية للأرصاد الجوية
المنظمة الأوربية للأرصاد الجوية (اختصاراً EUMETSAT (ملاحظة 1)) هي منظمة حكومية دولية أقيمت عبر اتفاقية دولية وافق عليها مجموعة من 30 دولة أوروبية من الدول الأعضاء: النمسا
بلجيكا، بلغاريا، كرواتيا، جمهورية التشيك، الدنمارك، استونيا، فنلندا، فرنسا، ألمانيا، اليونان، المجر، ايرلندا، ايسلندا، إيطاليا، لاتفيا ،ليتوانيا، لوكسمبورغ، هولندا، النرويج، بولندا، البرتغال، رومانيا، سلوفاكيا، سلوفينيا، إسبانيا، السويد، سويسرا، تركيا، والمملكة المتحدة. وتمول هذه الدول برامج المنظمة. لدى المنظمة أيضًا دولة متعاونة واحدة صربيا. تم عقد اتفاقية تأسيس المنظمة عام 1983 ودخلت حيز التنفيذ في 19 يونيو 1986.
يتمثل الهدف الأساسي للمنظمة في إنشاء الأنظمة الأوروبية لسواتل الأرصاد الجوية وتشغيلها وصيانتها. المنظمة هي المسؤولة عن إطلاق وتشغيل الأقمار الصناعية وإيصـال البيانات، فضلا عن المساهمة في رصد المناخ والكشف عن التغيرات المناخية العالمية.
تساهم أنشطة المنظمة بتنسيق قمر الأرصاد الجوية للأرصاد الجوية مع الدول الأخرى، يتم عمليات الرصد عبر الأقمار الصناعية من أجل التنبئ الجوي للطقس وتساعد أيضًا في تشخيص تطورات الطقس الخطيرة المحتملة. ومن الأهمية المتزايدة قدرة الأقمار الصناعية الخاصة بالطقس على جمع قياسات طويلة المدى من الفضاء دعماً لدراسات تغير المناخ.
المنظمة ليست جزءًا من الاتحاد الأوروبي، ولكنها أصبحت من الموقعين على الميثاق الدولي للفضاء والكوارث الكبرى عام 2012.

## هوامش
- ملاحظة 1 وذلك من الإنجليزية European Organisation for the Exploitation of Meteorological Satellites

## وصلات خارجية
- EUMETSAT's Website
- EUMETSAT weather satellite viewer Online EUMETSAT weather satellite viewer with 2 months of archived data.